# Tři uprchlíci
Tři uprchlíci (v anglickém originále Three Fugitives), je americká filmová komedie z roku 1989 napsaná a režírovaná Francisem Veberem, v níž hráli Nick Nolte, Martin Short, Sarah Rowland Doroff, James Earl Jones a Alan Ruck. Jedná se o remake Veberovy francouzské komedie Uprchlíci z roku 1986, v níž hráli Gérard Depardieu a Pierre Richard.

## Děj
Lucas je bývalý trestanec za ozbrojenou loupež, který po propuštění z vězení zamíří do banky, aby si založil účet. V téže chvíli však do budovy vtrhne zoufalý muž jménem Ned Perry, který se rozhodl banku přepadnout, aby získal peníze na léčbu své nemocné dcery Meg. Při útěku si vezme Lucase jako rukojmího, avšak policie se domnívá, že jsou oba muži společníci. Do jejich pronásledování se proto pustí detektiv Dugan.
Na útěku dvojice zažívá absurdní i dojemné situace, včetně zastávky u veterináře, který omylem považuje Lucase za psa. Postupně mezi nimi vzniká nepravděpodobné přátelství, které má pozitivní dopad i na mlčenlivou Meg. Společně se pokusí utéct do Kanady, přičemž se při přechodu hranic vydávají za rodinu – Lucas jako otec, Ned jako matka v přestrojení a Meg jako jejich syn Jonathan. Nakonec se děj uzavírá opakováním situace z úvodu, kdy se role obrátí: Ned se nechtěně stává rukojmím při jiném bankovním přepadení.

## Obsazení
- Nick Nolte – Daniel James Lucas
- Martin Short – Ned Perry
- James Earl Jones – detektiv Movan Dugan
- Alan Ruck – inspektor Tenner
- Sarah Doroff – Meghan "Meg" Perry
- Kenneth McMillan – Horvath
- David Arnott – Bank Teller
- Lee Garlington – Konstábl Jane Karie
- Bruce McGill – Charlie
- Sy Richardson – Tucker
- Rocky Giordani – Bowles
- Stanley Brock – Release Sergent
- Rick Hall – Dog Handler Billy
- Brian Thompson – násilník
- Jack McGee – rybář
- Kathy Kinney – recepční
- Larry Miller – městská policie
- Jeff Perry – ošetřovatel
- Dinah Lenney – reportér
- John Aylward – druhý policista
- Tim De Zarn – první policista
- Rhoda Gemignani – Radio Announcer
- Charles Noland – Bartender Dave
- Albert Henderson – muž v pláštěnce
- Dean Smith – Barry "Playboy" Jones
- Mike MacDonald – Seržant Snow